# Ægteskabsprøven
Ægteskabsprøven er en kortfilm fra 1979 instrueret af Laurie Grundt, Annelise Bock og Per Assentoft.

## Handling
Morsomt eksperiment. En bourgeois-datters iagttagelser, drømme, hendes opdragelse, konflikter med moderen, ægtemand, og sig selv. Hun forsøger forgæves at deltage i samfundet. Synsvinklen er nervernes, og filmen viser det dialektiske spring mellem gamle konventioner og spontane følelser.